# Formello
Formello település Olaszországban, Lazio régióban, Róma megyében. Lakosainak száma 13 614 fő (2023. január 1.). Formello Róma, Campagnano di Roma és Sacrofano községekkel határos.

## Fekvése
Monti Sabatinitől délnyugatra, a Veii Regionális Parkban található.

## Történelem
A terület már a történelem előtti időkben is lakott hely volt. Mint olasz comune, magában foglal néhány régészeti lelőhelyet is, amelyek az egykori etruszk városhoz, Veiihez kapcsolódnak, amely egy ideig Rómával is vetekedett. Az Isola Farnese falutól északra, Formellotól délre található egykori etruszk település, Veii időszámításunk előtti 396-ban pusztult el.
Ezen a területen, kb. i. sz. 780-ban, a békés állapotok helyreállításával I. Adrián pápa egy nagy birtokot alapított, amelynek a mai Formello területe is részét képezte.
Formello területe a 11. században a San Paolo fuori le Mura római bazilika birtoka volt, és valószínűleg ugyanebben az időszakban erősítették meg. 1279-ben az Orsini család hűbérbirtoka lett, akik 1661-ben eladták a Chigieknek.

## Nevezetességek
- San Lorenzo-templom, más néven Chiesa di San Lorenzo Martire (10-11. század). A templom a Palazzo Chigi mellett található. Az épület a 15. században kapott  harangtornyot, majd 1574-ben felújították. A bal oldalon Donato Palmieri freskói láthatók.
- Palazzo Chigi (11. század körül). Az orsiniak építették, valószínűleg a 11. században említett, már létező castrum fölé. Itt található a Veii Vidék Régészeti Múzeuma is.
- San Michele Arcangelo templom, más néven Chiesa San Michele Arcangelo (kb. 12. század). Magas harangtoronyú, egyhajós, román stílusú templom. Ez a templom csak különleges alkalmakra tart nyitva.
- Villa Chigi-Versaglia romjai. Az épületet Flavio Chigi bíboros építtette a 17. században.

## Sport
Formello ad otthont az olasz A szériában szereplő S.S. Lazio edzőpályáinak és központjának: (Centro sportivo di Formello)

## Népesség
A település lakossága az elmúlt években az alábbi módon változott:
| Lakosok száma | 13 010 | 13 070 | 13 614 |
|               | 2017   | 2018   | 2023   |

## Galéria

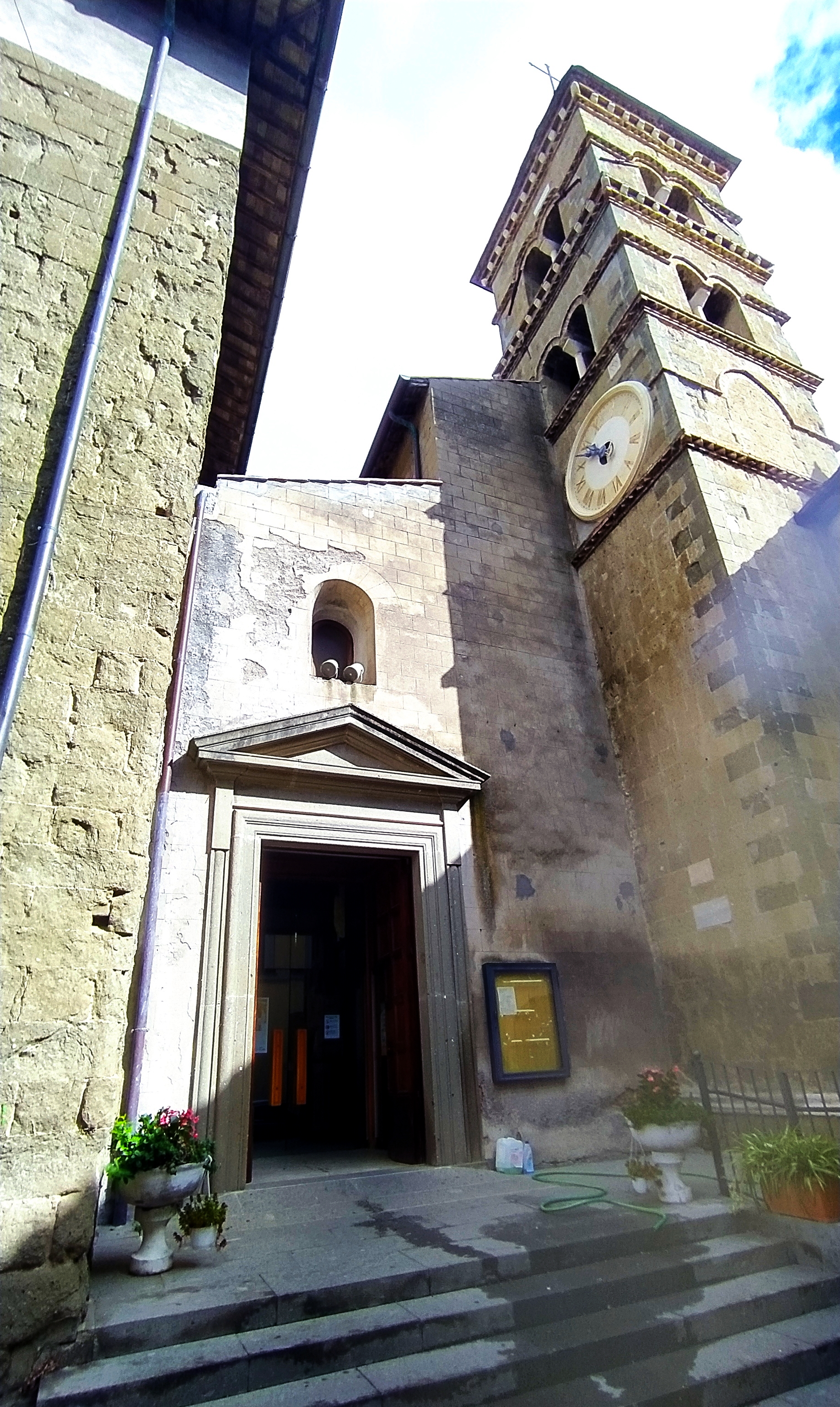
San Lorenzo templom, részlet
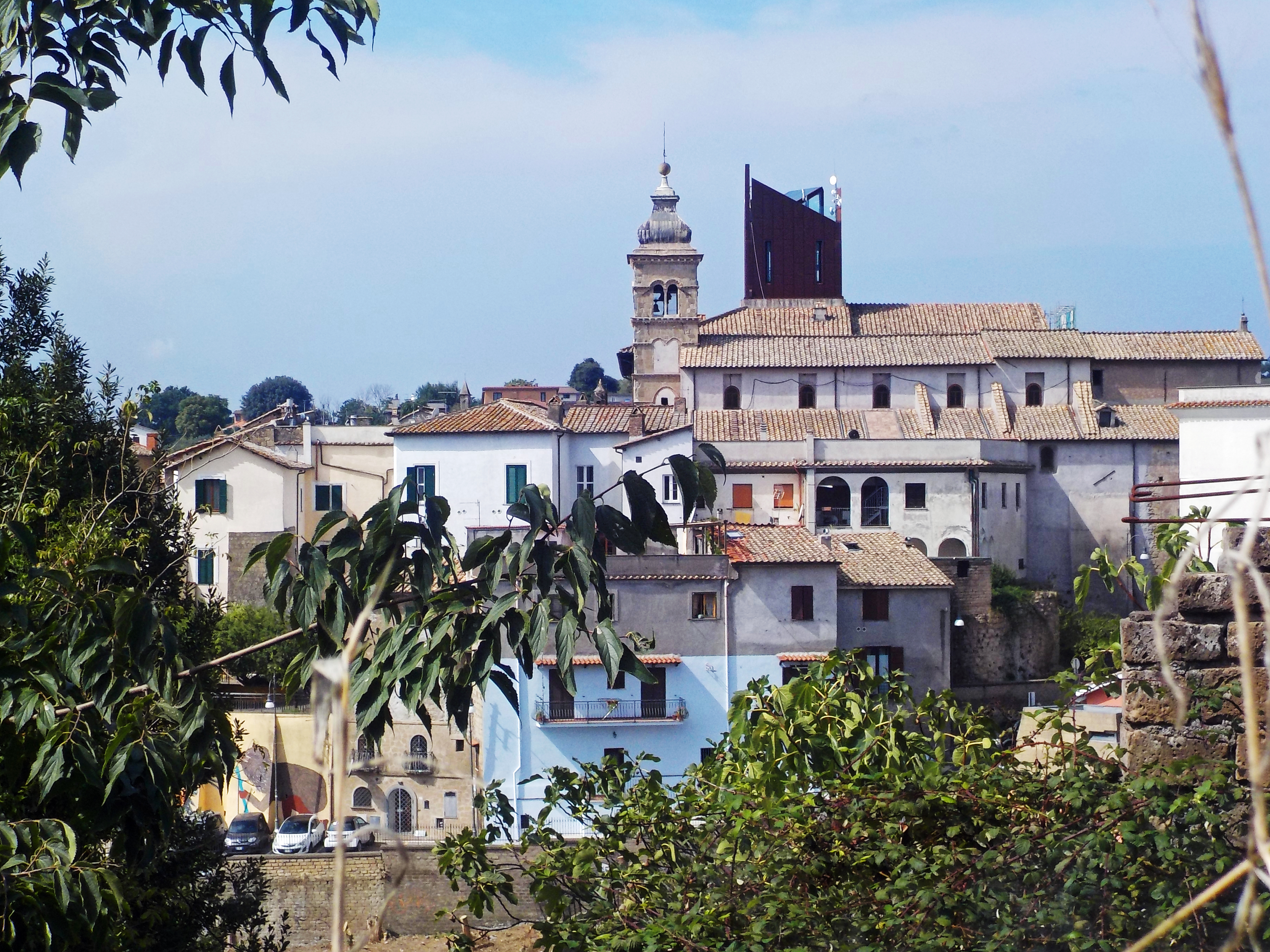
Formello, városrészlet
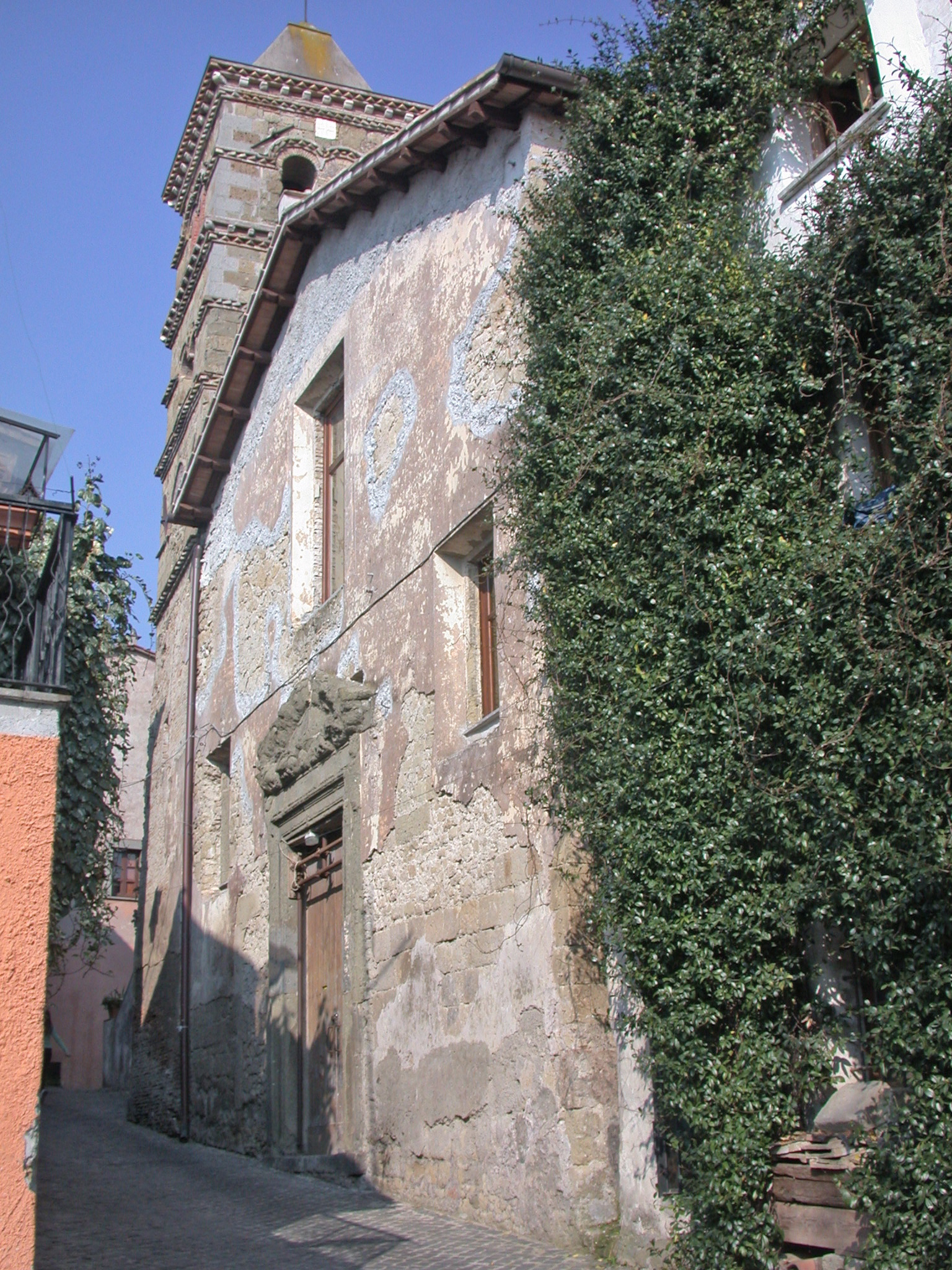
San Michele Arcangelo templom, részlet
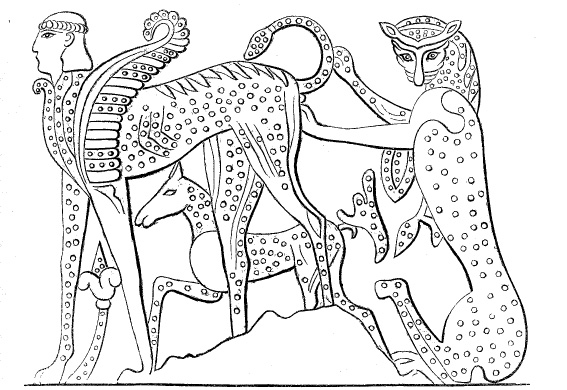
Freskórészletről készült rajz az 1842-43-ban Giovanni Pietro Campana márki által itt végzett ásatások során felfedezett sírkamrából
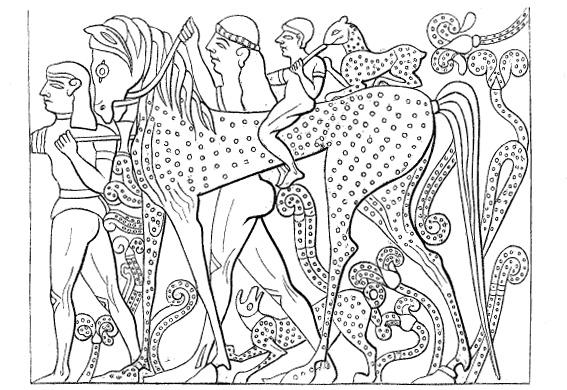
Freskórészlet